# Ernst Ziegler
Ernst Ziegler (ur. 17 marca 1849 w Meessen-Schweiz, zm. 30 listopada 1905 we Fryburgu Bryzgowijskim) – szwajcarski patolog.
Studiował medycynę na Uniwersytecie w Bernie i w Würzburgu, w 1872 roku został asystentem w Instytucie Patologii Uniwersytetu w Würzburgu u Edwina Klebsa. Następnie uczył się u Eduarda von Rindfleischa i Roberta Maiera. W 1878 roku profesor nadzwyczajny na Uniwersytecie w Zurychu. W 1881 roku profesor zwyczajny patologii na Uniwersytecie w Zurychu, w 1882 roku profesor zwyczajny patologii w Tybindze, w 1888 roku na równorzędnej katedrze we Fryburgu Bryzgowijskim.